# آکیهیکو یاماشیتا
آکیهیکو یاماشیتا (انگلیسی: Akihiko Yamashita؛ زادهٔ ۶ فوریهٔ ۱۹۶۶) پویانما، کارگردان فیلم، و فیلم‌نامه‌نویس اهل ژاپن است.